# Thliptoceras lacriphagum
Thliptoceras lacriphagum là một loài bướm đêm trong họ Crambidae.